# Procambridgea hilleri
Espèce
Procambridgea hilleri est une espèce d'araignées aranéomorphes de la famille des Stiphidiidae.

## Distribution
Cette espèce est endémique du Queensland en Australie. Elle se rencontre dans les monts D'Aguilar et Conondale.

## Description
La carapace du mâle holotype mesure 1,9 mm de long et son abdomen 1,7 mm de long. La carapace de la femelle paratype mesure 1,8 mm de long et son abdomen 2,3 mm de long.

## Étymologie
Cette espèce est nommée en l'honneur d'Anthony Hiller.

## Publication originale
- Davies & Lambkin, 2001 : A revision of Procambridgea Forster & Wilton, (Araneae: Amaurobioidea: Stiphidiidae). Memoirs of the Queensland Museum, vol. 46, p. 443-459 (texte intégral).